# Noviomagus Reginorum
Noviomagus Reginorum je bilo rimsko mesto v provinci Britanija, ki se danes imenuje Chichester in stoji v današnji angleški grofiji Zahodni Sussex. Od antičnega naselja je ostala le še peščica sledi nad zemljo, na kraju, kjer je zdaj mestno jedro Chichestra.

## Ime
Noviomagus je polatinjeno ime britskega kraja in pomeni 'nova polja'. Pridevek Reginorum, Regnorum, Regnentium in Regentium je dobil, da se je razlikoval od drugih krajev z istim imenom, tudi od Noviomagusa v Kentu. Vsa imena izvirajo iz lokalne besede Regini (Regnenses, Regni ali Regini je bilo britsko keltsko kraljestvo in nato mesto (civitas) v  rimski provinci Britaniji), Regini so bili skupina med Atrebati.

## Zgodovina
Naselje je bilo najprej ustanovljeno kot zimska utrdba za drugo Avgustostovo legijo pod Vespazijanom (prihodnji cesar) kmalu po rimskem vpadu leta 43.  Njihove lesene barake, oskrbovalne trgovine in vojaško opremo so izkopali. Kamp je bil na ozemlju prijaznega plemena Atrebatov in je bil uporabljen samo nekaj let, preden se je vojska umaknila in se je prostor razvil kot rimsko-britska civilna naselbina. Bil je glavno mesto (Civitas Reginorum) vazalnega kraljestva, ki mu je vladal Tiberij Klavdij Kogidubnus. Regini so bili pleme Atrebatov ali preprosto domačini, ki jih je rimska uprava imenovala "ljudje kraljestva". Kogidubnus je skoraj gotovo živel v bližnji Fishbournski palači. Omenjen je na posvečenem kamnu templja Neptuna in Minerve, najdenega v Chichestru. Drugi javni objekti so bili še: javno kopališče pod Zahodno ulico (West Street), amfiteater pod živinskim trgom in bazilika, za katero mislijo, da je bila pod stolnico.
Mesto je postalo pomembno stanovanjsko, tržno in industrijsko središče, izdelovali so fin jedilni pribor in emajlirane izdelke. V 2. stoletju je bilo mesto obdano z nasipom in leseno palisado, ki je bila kasneje prezidana v kamnu. Bastijoni so bili dodani v začetku 4. stoletja in mesto je bilo na splošno prenovljeno, zgrajena sta bila zgornja plast cestišča in nov kanalizacijski sistem. Pokopališča so bila zunaj mesta ob vzhodnih, severih in južnih vratih. 

## Propad
Okoli leta 380 so verjetno Noviomagus v glavnem opustili, morda zaradi saksonskih napadov ob južni obali. Glede na Anglo-saksonsko kroniko (Anglo-Saxon Chronicle) je mesto proti koncu 5. stoletja zajel Ella. Preimenoval ga je po svojem sinu Cissa in verjetno ohranil kot kraljevo rezidenco.

## Ostanki
- Posvečen kamen templja Neptuna in Minerve je zdaj vgrajen v steno skupščinske sobe.
- Del finega rimskega mozaika lahko vidimo in situ pod tlemi stolnice.
- Drug mozaik iz Noviomagusa je na ogled v Fishbournski rimski palači.
- Enega od mestnih bastijonov lahko vidimo v vrtovih škofovske palače.
- Chichestrski muzej Novium hrani najdbe iz mestnih nahajališč.